# Sweedie Goes to College
Sweedie Goes to College er en amerikansk stumfilm fra 1915.

## Medvirkende
- Wallace Beery – Sweedie
- Ben Turpin – Sweedies Romeo
- Charlotte Mineau
- Gloria Swanson
- Virginia Bowker